# Santa Fe (Cebu)
Santa Fe ist eine philippinische Stadtgemeinde in der Provinz Cebu. Sie hat 28.603 Einwohner (Zensus 1. August 2015). Zum Gemeindegebiet gehören Kinatarkan Island und Hilantagaan Island.

## Baranggays
Santa Fe ist politisch in zehn Baranggays unterteilt.
- Hagdan
- Hilantagaan
- Kinatarkan
- Langub
- Maricaban
- Okoy
- Poblacion
- Balidbid
- Pooc
- Talisay